# Frères Colton
 (octobre 2019).
Si vous disposez d'ouvrages ou d'articles de référence ou si vous connaissez des sites web de qualité traitant du thème abordé ici, merci de compléter l'article en donnant les références utiles à sa vérifiabilité et en les liant à la section « Notes et références ».
Les frères Colton sont des personnages de fiction dans la série télévisée MacGyver incarnés par Richard Lawson, Cleavon Little & Cuba Gooding Jr..
- Jesse : MacGyver le rencontre dans l'épisode "Une sacrée famille" (4.08). Il poursuit la mère de Jack Dalton pour toucher la prime, mais finit par passer un accord avec Mac pour capturer plutôt Arthur Bandel, la cause des soucis de la mère de Jack.

- Frank : C'est le frère aîné, il a trois ans de plus que Jesse. Il apparaît dans l'épisode "Les perles de Cléopâtre" (5.03). MacGyver le connaît déjà, mais il est surpris de voir que Frank est lui aussi chasseur de primes. Ensemble, ils vont rechercher Sophia Ross et Deegan, les menant aux perles de Cléopâtre.

- Billy : C'est le plus jeune des frères Colton. Il part en Afrique sur "La piste des rhinocéros" (5.08) pour capturer un trafiquant de cornes de ce mammifère. Alors qu'il est employé à la fondation Phoenix, il préfère prouver qu'il peut mieux faire que ses frères en tant que chasseur de primes. Il apparaît ensuite dans une rêve de MacGyver dans l'épisode "Sérénité" (5.12).

Leur mère Mama Colton est interprétée par Della Reese.

## Épisodes
- 4.08 Une sacrée famille - Jesse
- 5.03 Les perles de Cléopâtre - Frank
- 5.05 Le fils qu'on n'attend pas - Jesse
- 5.08 La piste des rhinocéros - Billy
- 5.12 Sérénité - Billy
- 7.05 Les frères Colton - Jesse, Frank & Billy